# PGC 73954
LEDA/PGC 73954 ist eine linsenförmige Galaxie vom Hubble-Typ S0 im Sternbild Walfisch südlich der Ekliptik und ist schätzungsweise 912 Millionen Lichtjahre von der Milchstraße entfernt. Im selben Himmelsareal befinden sich u. a. die Galaxien NGC 535, NGC 538, NGC 541, NGC 545.
Die Supernova SN 1988ad wurde hier beobachtet.